# Nicolas Feldhahn
Nicolas Feldhahn (* 14. August 1986 in München) ist ein ehemaliger deutscher Fußballspieler.

## Karriere
Feldhahn begann beim SV Warngau, aus der gleichnamigen Gemeinde im oberbayerischen Landkreis Miesbach mit dem Fußballspielen und setzte es in der Jugendabteilung des TSV 1860 München fort. Im Januar 2003 wechselte er zur Jugendabteilung der SpVgg Unterhaching. Von 2004 bis 2007 gehörte Feldhahn dem Profikader der Unterhachinger an, für die er am 28. August 2005 (3. Spieltag) bei der 1:2-Niederlage im Heimspiel gegen Alemannia Aachen – seinem ersten Zweitligaspiel – debütierte. Im Februar 2007 unterschrieb er einen bis zum 30. Juni 2009 gültigen Vertrag, der nur für die 2. Bundesliga galt. Dieser wurde mit dem Abstieg der Unterhachinger hinfällig.
Zu Beginn der Saison 2007/08 unterschrieb er beim Zweitligisten FC Erzgebirge Aue einen Zweijahresvertrag. Hier avancierte er sofort zum Stammspieler und sorgte im ersten Saisonspiel gegen die SpVgg Greuther Fürth mit dem 1:1-Ausgleichstreffer für einen Einstand nach Maß. Trotzdem wurde sein Vertrag nach dem Abstieg der Erzgebirger nicht verlängert.
Nach dem Abstieg unterschrieb er einen Vertrag bei Werder Bremen II. Dort eroberte er sich einen Stammplatz und blieb bis zum Ende der Saison 2009/10. Während seiner zweijährigen Vereinszugehörigkeit absolvierte er 67 Punktspiele und erzielte sieben Tore.
Zur Saison 2010/11 wechselte er zum Ligakonkurrenten Kickers Offenbach, bei dem er einen bis zum 30. Juni 2012 gültigen Vertrag erhielt. In seinem zweiten Spiel für die Offenbacher erzielte er sogleich sein erstes Tor beim 2:0-Sieg im Auswärtsspiel gegen den SV Sandhausen, obwohl er erst fünf Minuten zuvor für Steffen Haas eingewechselt wurde.
Zur Saison 2013/14 wechselte er zum Drittligisten VfL Osnabrück, bei dem er einen bis zum 30. Juni 2014 plus ein optionales Jahr befristeten Vertrag unterschrieb. Dieser wurde 2014 um zwei weitere Jahre bis zum 30. Juni 2016 verlängert.
Zur Saison 2015/16 nahm Feldhahn die Möglichkeit wahr, den Vertrag beim VfL Osnabrück aufzulösen und nach München zurückzukehren, wo er sich der zweiten Mannschaft des FC Bayern München anschloss. Mit ihr spielte er in der viertklassigen Regionalliga Bayern und kam auf 15 Einsätze (alle von Beginn), in denen er ein Tor erzielte. In der Saison 2016/17 war Feldhahn in der zweiten Mannschaft unumstrittener Stammspieler und kam in 30 Regionalligaspielen (29-mal von Beginn) zum Einsatz, in denen er 4 Tore erzielte. Unter Carlo Ancelotti gehörte der Innenverteidiger zudem zeitweise dem Profikader an und stand beim Sieg im DFL-Supercup im August 2016, wenige Tage später im DFB-Pokal und im April 2017 in der Bundesliga 3-mal im Spieltagskader, ohne jedoch eingewechselt zu werden. Auch in der Saison 2017/18 war Feldhahn mit 25 Einsätzen (24-mal Startelf, 3 Tore) Stammspieler. Zur Saison 2018/19, die er mit den Bayern-Amateuren als Meister und anschließender Aufsteiger in die 3. Liga abschließen konnte, wurde er zum Mannschaftskapitän ernannt. Er kam dabei 33-mal stets in der Startelf zum Einsatz und erzielte 4 Tore. In der Saison 2019/20 wurde die Zweitvertretung als Aufsteiger Drittligameister, wozu er 30 Einsätze (24-mal Startelf) beisteuerte.
Da der Profikader Anfang Januar 2022 am 18. Spieltag aufgrund von Corona-Infektionen, Verletzungen und Abstellungen zum Afrika-Cup 2022 stark dezimiert war, stand Feldhahn unter Julian Nagelsmann bei einer 1:2-Niederlage gegen Borussia Mönchengladbach zum zweiten Mal in seiner Karriere in der Bundesliga im Spieltagskader, ohne jedoch eingewechselt zu werden; alle Feldspieler auf der Bank des FC Bayern kamen dabei aus der zweiten Mannschaft oder U19. Feldhahn beendete nach seinem achtminütigen Einsatz im letzten Saisonspiel am 20. Mai 2022 beim 3:3-Unentschieden beim 1. FC Nürnberg II seine Spielerkarriere.

## Sonstiges
Feldhahn absolviert neben dem Fußball ein Jura-Studium an der Ludwig-Maximilians-Universität München. Im März 2022 legte er die schriftlichen Prüfungen der Ersten Juristischen Staatsprüfung ab. Seit Februar 2025 ist er als Rechtsanwalt zugelassen und in einer Münchener Kanzlei tätig.

## Erfolge
- Meister der 3. Liga 2020
- Meister der Regionalliga Bayern 2019
- Aufstieg in die 3. Liga 2019
- Deutscher Supercup-Sieger 2016